# 23 August (okręg Konstanca)
23 August – wieś w Rumunii, w okręgu Konstanca, w gminie 23 August. W 2011 roku liczyła 2849 mieszkańców.